# Listă civilă
În țările cu formă de guvernământ monarhică organizate după modelul britanic, lista civilă reprezintă suma de bani alocată anual, prin lege, din bugetul public, pentru acoperirea cheltuielilor legate de îndeplinirea funcțiilor oficiale ale Suveranului. Ea include salariile personalului, cheltuielile pentru vizite de stat, angajamente publice, ceremonii și întreținerea Casei Regale (a nu se confunda „Casa Regală” cu clădirile reședințelor regale - pentru România, v. Casa Majestății Sale Regelui României).
Costul transportului și pazei Familiei Regale, cel al întreținerii reședințelor regale, precum și alte cheltuieli diverse se asigură separat, de către departamentele de resort ale Guvernului.

## Lista civilă în România
Constituția României din 29 martie 1923 - intrată în vigoare după crearea României Mari, în timpul domniei Regelui Ferdinand - prevede, la art. 89, că „Legea fixează lista civilă pentru durata fiecărei Domnii.”
În practică, lista civilă, alocată din buget, reprezintă o sumă relativ mică, insuficientă pentru acoperirea costurilor tuturor activităților oficiale ale Regelui. De aceea, pentru a nu împovăra bugetul public, a fost creată instituția Domeniilor Coroanei. Acestea sunt societăți comerciale care aparțin statului, dar al căror profit anual este destinat - printr-o lege anume, aprobată de Parlament - susținerii activităților oficiale ale Coroanei.